# Stolothrissa
Stolothrissa is een monotypisch geslacht van straalvinnige vissen uit de familie van de haringen (Clupeidae).

## Soort
- Stolothrissa tanganicae Regan, 1917